# Автомат (роман)
«Автомат» — роман Ивана Калашникова, опубликованный в 1841 году. Роман состоит из трёх частей.

## Сюжет
Нравоучительный роман о судьбе сибирского чиновника Евгения Судьбина. Жизнь Судьбина описывается от рождения до зрелости. Евгений родился в Восточной Сибири на берегах реки Ангары. Рано лишился матери. Получил достаточно хорошее образование в гимназии. В отрочестве и ранней юности увлекался литературой, философией, искусством, следил за новинками науки.
Однажды Евгений встречает Петра Алексеевича Нейвина, который и определяет его дальнейшее мировоззрение. В молодости Нейвин, так же, как и Евгений, увлекался новейшей философией и вольнодумством, из-за чего и пострадал — был сослан в Иркутск. Перенесённые трудности полностью изменили его взгляды на жизнь. Нейвин начинает проповедовать против «гнусного шарлатанства» материалистической философии и пропагандирует религию как единственное спасение для человека. Нейвин становится духовным наставником Евгения, ведёт с ним нравоучительные беседы.
В финале романа Евгений заболевает и, находясь в бреду, видит сон. Во сне он сталкивается с неким Профессором в облике Сатаны. «Из уст его лилось развращение и богохульство под фирмою философии. Главная тема его учения состояла в том, что жизнь дана на время, что могила есть предел существования и что надобно пользоваться жизнью и жить только для себя. В руках его была мёртвая человеческая 
голова. Разбирая её нервы, Профессор доказывал материальность душевных явлений, скотоподобность человека». Евгений поддаётся искушению и начинает верить, что у него нет души, что он автомат и «голова у него алебастровая». Ему снится, что он убивает всех людей, которые были ему дороги, и падает в геенну огненную. Однако в последний момент к нему является Ангел и говорит: «Ты спасён! Возвратись на землю и раскайся в твоём заблуждении». Евгений кается и просыпается. Болезнь мгновенно отходит. Жена Евгения, Ольга, радуется, что он выздоровел и сообщает, что его назначили на новое место и его семья больше не будет терпеть нужду.

## Критика
[Роман «Автомат»] потчует нас чувствительными тирадами, от которых веет холодом и глушью сибирских снеговНекрасов Н. А. Кузьма Петрович Мирошев. Русская быль времен Екатерины II. В 4-х частях. — Москва, 1842.
Требования читателей также различны, как и сами читатели; а между читателями есть множество таких, для которых каждая капля слёз чувствительного и великодушного сибирского чиновника покажется глубже и беспредельнее океана, потому что в этой капле «погружалась целая вечность неописанного блаженства». Другие, может быть, пожалеют, зачем автор, увлекаемый сценами любви, которые он изображает, по-своему, весьма интересно, — зачем он не посвятил больше труда изображению Сибири и нравов её жителей. Мы согласны, что тогда бы его повесть была бы ещё интереснее. «Автомат» написан языком правильным и приятным, а местами и романтически-восторженным.Белинский В. Г. Русская литература в 1841 году. // Полное собрание сочинений В.Г. Белинского в двенадцати томах. Т. 7. — СПб: Типография товарищества «Общественная польза», 1904.